# Provincia Zamora
Zamora este o provincie în Spania, în comunitatea autonomă Castilia-Leon. Capitala sa este Zamora.

Diviziunile Provinciei Zamora